# Лапіцький Володимир Георгійович
Володи́мир Гео́ргієвич Лапі́цький (21 січня 1985, м. Львів) — український футбольний функціонер, спортивний директор футбольного клубу «Рух» (Винники)

## Біографія
Закінчив середню школу № 27 у Львові. Вихованець СДЮШОР «Карпати» (тренер — Геннадій Погорілець) та ДЮСШ-4 (Львів) (тренер — Остап Савка).

### Кар'єра гравця
Із 2001-го року гравець «Карпат-3» (Львів) (Друга професійна ліга українського футболу) (тренер — Віктор Ходукін). Тоді ж, як і більшість «карпатівців», став студентом Львівського національного аграрного університету. У сезоні-2005/2006 у матчах студентського чемпіонату України виборов звання чемпіона серед вищих навчальних закладів.
2007-го року завершив професійну футбольну кар'єру. У період з 2008-го до 2012-го на аматорському обласному рівні виступав за ФК «ЛДАУ-Карпати-3», ФК «Буг» (Буськ), «Стандарт» (Артасів).

### Кар'єра функціонера
З 2011-го року розпочав працювати у футбольному клубі «Рух» (Винники) пліч-опліч з його президентом Григорієм Козловським. Володимир Лапіцький з 2016-го року є спортивним директором клубу і займається селекційною роботою, через його руки проходять трансфери всіх футболістів команди. Кожного міжсезоння безпосередньо за участі Володимира Лапіцького до винниківського колективу приєднуються як молоді та перспективні футболісти, так і досвідчені та знані виконавці.
У сезоні-2016/2017 «Рух» дебютував на професійному всеукраїнському рівні, розпочавши виступи у Другій лізі. Команда відразу за підсумками стартового сезону в новому статусі отримала право підвищитися у класі, посівши друге місце і перейшовши у Першу лігу українського футболу.
Сезон-2017/2018 винниківський «Рух» проводить у Першій лізі, посівши за підсумками літньо-осінньої частини сезону 9-те місце серед 18-ти колективів.

### Особисте життя
Неодружений. Хобі: подорожі, активний відпочинок, музика.
Батько: Георгій — футболіст МФК «Енергія» (Львів), головний інженер компанії ДТЕК.
Мати: Ірина — педагог.